# Мирослав Живковић
Мирослав Живковић (Горње Крњино, 1934 – Пирот, 2009) био је српски сликар, представник наивне уметности Србије.

## Биографија
Сликарством се бавио од 1955. Излагао је на самосталним и групним изложбама у земљи и иностранству. Умро је 2009. у Пироту.
Живковић је, рафинираним осећањем за тоналитет и колористичке акценте, смислом за простор и хармонични распоред маса, као и специфичним поступком наноса боје, дајући површине занимљиве по ефекту и структури, стварао слике снажног поетског израза. Надахнут је био планинским амбијентом, животом, обичајима и колоритом фолклора родног краја, који се трансформишу у индивидуални мит.

## Изложбе и награде
Мирослав Живковић је добитник више награда и признања на Бијеналима наивне уметности: 
- Признања за изложена дела на 4. Бијеналу југословенске наивне уметности, 1987;
- Посебног признања за изложена дела на 6. Бијеналу југословенске наивне уметности, 1993;
- Велике награде за изложена дела на 7. Бијеналу наивне уметности, 1995;
- Награде за укупан уметнички рад на 9. Бијеналу, 1999. године.

Највећа колекција његових дела налази се у Музеју наивне и маргиналне уметности (МНМУ) у Јагодини.

## Галерија
- Ђавољи Јахач, б. г. 
МНМУ, Јагодина
- Хајка, 1964. 
МНМУ, Јагодина
- Лијари на одмору, 1982. 
МНМУ, Јагодина